# Calamagrostis subneglecta
Calamagrostis subneglecta är en gräsart som beskrevs av Nikolai Nikolaievich Tzvelev. Calamagrostis subneglecta ingår i släktet rör, och familjen gräs. Inga underarter finns listade i Catalogue of Life.